# Nižná Polianka
Nižná Polianka est un village de Slovaquie situé dans la région de Prešov, au Nord-Est de la Slovaquie.

## Histoire
La première mention écrite du village date de 1435.

## Démographie

### Évolution de la population
| Année:               | 1994. | 2004.   | 2014.   | 2024.    |
| -------------------- | ----- | ------- | ------- | -------- |
| Nombre de personnes: | 262   | 252     | 246     | 220      |
| Différence:          |       | -3,81 % | -2,38 % | -10,56 % |

| Année:               | 2023. | 2024.   |
| -------------------- | ----- | ------- |
| Nombre de personnes: | 224   | 220     |
| Différence:          |       | -1,78 % |

## Démographie
La ville compte environ 252 habitants en 2010.